# X
X は、ラテン文字（アルファベット）の24番目の文字。小文字は x。
ギリシア文字のΧ（カイ）に由来し、キリル文字のХと同系であるが、ラテン文字としての発音は /ks/ が西方ギリシア文字でΧと書かれたことによる。標準ギリシャ語のΧの音写には ch や kh が用いられる。なお、ギリシア文字の Ξ（クシー）の音写にXが使われることがある。
英語では X で始まる単語は最も少ない。

## 字形

筆記体

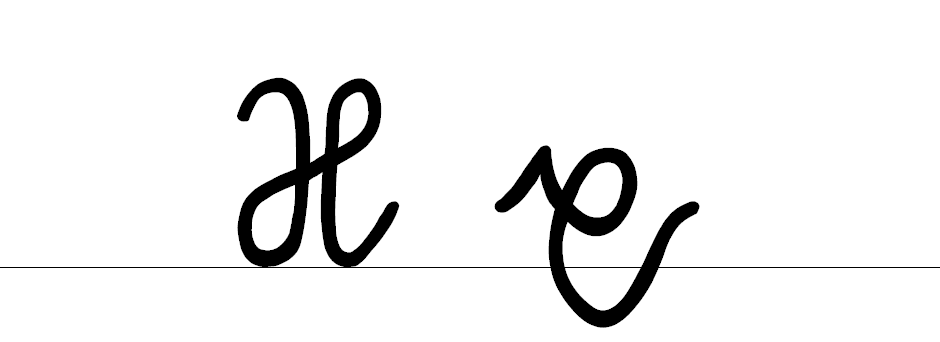
ジュッターリーン体

2本の斜線を交差させた形である。大文字と小文字は同形である。筆記体では、右下がりの線だけを書いておいてからあとで左下がりの線を書くか、左半分を書いてから筆を離して右半分を書く（このとき、交差する部分は角張らずに丸くなる）。フラクトゥールは{\displaystyle {\mathfrak {X\ x}}}。

## 呼称
ラテン語では破裂音以外の他の子音と同様、頭に短いeを加えて「エクス」（ex）と呼ばれたが、おそらくギリシア文字のΞ（クシー、より古くはクセイ）の影響によってeでなくiを加えて「イクス」（ix）と呼ばれることもあった。近代ヨーロッパ諸語の名称は通常このどちらかに由来する。
- 英・典・諾・丁・尼：エクス
- 伊・仏・独・蘭・洪：イクス
- エスペラント: ikso（イクソ）
- 西: equis（エキス）
- 葡: xis（シース）

日本ではエックス、エクスと呼ぶことが多い。

## 音素
この文字が表す音素は、多くの言語でラテン語どおり /ks/ だが、以下のような音素も表す。
- 英語やフランス語では、（s が /z/ となるように）ある条件で有声音の /gz/ となる。
例: Xavier（ザビエル）フランス語:/ɡza.vje/
- 英語では語頭で /z/ となるのが普通である。例外として、接頭辞 "ex-" や "trans-" を "x-" とすることがある。
例: Xavier 英語:/ˈzæviə(r), ˈzeɪviə(r)/
- イタリア語では普通、綴り字上も s になる。
- フランス語では、多くの無声子音字同様、語尾の x は黙字である。ただし、後続の単語が母音で始まっていれば、リエゾンして/z/となる。
- 現代スペイン語では、語頭および子音の前ではsの発音（例: Extremadura（エストレマドゥーラ）、xenófobo（セノフォボ、外国人嫌い））、母音の前または語末ではksの発音（例: Guadix（グアディクス）、Luxor（ルクソール））。
- なお、中世から近世初期のスペイン語においては、これとは別に無声後部歯茎摩擦音 [ʃ] で発音する場合もあった（シャボン玉のシャボンは16世紀のスペイン語が現代日本語に残った例。なお、現代スペイン語ではハボン（jabón））が、その後 /x/ に変化し、 j に書き換えられた（アストゥリアス語やガリシア語では[ʃ] の発音もXの綴りも現存）。ただし、主にメキシコの固有名詞の場合、Xの綴りが現存している。固有名詞の中でXが/x/ の発音を表す場合: メキシコ（México） [ˈmeʃiko]→[ˈmexiko]、オアハカ（Oaxaca）、ハラパ（ベラクルス州の州都）、アハルキーア（Axarquía、スペイン・マラガ県にある郡の名前）など。
- ポルトガル語では場合によって/s/, /z/, [ʃ], 有声後部歯茎摩擦音 [ʒ]となる
- エスペラントでは、サーカムフレックス付き文字 (ĉ, ĝ, ĥ, ĵ, ŝ) とブレーヴェ付き文字 (ŭ) が表示できない場合の代用表記に使用され、記号を付けたい文字に後置される。そのほかでは外来語のみに使い、読み方が不明な場合は /ks/ と発音することが推奨されている。xを含む西欧語の単語がエスペラントに取り入れられた時は ks あるいは kz になる。
- 中国語のピンインでは無声歯茎硬口蓋摩擦音（[ɕ]、日本語の「シ」の子音とほぼ同じ音）に用いる。
- ズールー語、コサ語では歯茎側面吸着音[ǁ]を表す。
- アルバニア語では有声歯茎破擦音[d͡z]を表す。

発音記号としては、小文字は「無声軟口蓋摩擦音」をあらわす。

## Xの意味

### 主に大文字
- ローマ数字の10。
  - ISBNのチェックディジットでは、数値10の代わりとしてXが使われる。
- 三十六進法において33を意味する。
- 後述する小文字の用法から未知である場合にとりあえずつけられる名前。「謎の物体X」、「ミスターX」、「容疑者Xの献身」など。
- 化学では、ハロゲン。任意のハロゲンの元素記号として使う。例: HX = ハロゲン化水素。
- 野球で、一部または全部が省略されたイニングをXと表記する。
- アメリカンフットボールで、スプリットエンドの俗称。
- ギリシャ文字Χ（キー/ヒー）の代用。特によく使われる例として、クリスマス (Christmas) を「Xmas」と表記することがある。ギリシャ語でキリスト (Χριστος) の頭字のΧである。
- 映画などのレイティングで、18歳未満の観覧禁止の表示（関連項目:映画のレイティングシステム、英語版記事"X-rated"）
- "ex-" で始まる単語の略語として使われる（例：特別（Extra）に大きいサイズの服を「XL」と表記）。
- "trans-" で始まる単語の省略形として、trans の代わりに使われる（例: Xfer = transfer，Xmit = transmit）。
- COBOL風の型・書式表現では、任意の半角文字1文字を表す。例: XXX = X(3) = 半角3文字。
- 多様体 M 上の滑らかなベクトル場全体 {\displaystyle {\mathfrak {X}}(M)}
- 機械・装置
  - 実験・試作・研究・記録用の機械にXネームや、形式・品番にXのサフィックスが付けられる例が多い。（Xプレーンなど）

### 主に小文字
- 第1の未知数・変数。行列などでは大文字も使われる。第2からは y, z, w が使われる。
- 座標軸の第1軸。上下左右前後がある場合は左右（幅）。
- キスを表す。手紙で最後の署名のあとにつけて愛情を示す。通常、xxxのように数個重ねて書く。
- アダルトサイトには連続したxを含むドメインがよく使われる。
- Perlの繰り返し演算子。

### 大文字または小文字
- 伏字。
- メタ文字。大文字Xで任意の大文字・小文字xで任意の小文字を表すこともある。
- 掛け算記号「×」・否定の記号「×・✗」などが表現できないコンピュータ環境において、しばしば代用される。
- 非SI接頭語。（「*」はジム・ブロワーズ (Jim Blowers) の提案）
  - X（大文字）= 1027 = ゼナ (xenna) または ゾナ (xona)*。
  - x（小文字）= 10−27 = ゼノ (xenno) または ゾント (xonto)*。

### その他
- 日本語のローマ字入力では、捨て仮名を表す。例: xa = ぁ。lを使って表す事もある。ただし、ローマ字入力をカスタマイズできるシステムもあるため、いかなる場合でもそうであるというわけではない。

## 符号位置
| 大文字 | Unicode | JIS X 0213 | 文字参照            | 小文字 | Unicode | JIS X 0213 | 文字参照            | 備考     |
| ------ | ------- | ---------- | ------------------- | ------ | ------- | ---------- | ------------------- | -------- |
| X      | U+0058  | 1-3-56     | &#x58; &#88;        | x      | U+0078  | 1-3-88     | &#x78; &#120;       |          |
| Ｘ     | U+FF38  | 1-3-56     | &#xFF38; &#65336;   | ｘ     | U+FF58  | 1-3-88     | &#xFF58; &#65368;   | 全角     |
| Ⓧ      | U+24CD  | ‐          | &#x24CD; &#9421;    | ⓧ      | U+24E7  | 1-12-56    | &#x24E7; &#9447;    | 丸囲み   |
| 🄧︎      | U+1F127 | ‐          | &#x1F127; &#127271; | ⒳      | U+24B3  | ‐          | &#x24B3; &#9395;    | 括弧付き |
| 𝐗      | U+1D417 | ‐          | &#x1D417; &#119831; | 𝐱      | U+1D431 | ‐          | &#x1D431; &#119857; | 太字     |

## 他の表現法
| フォネティックコード | モールス符号 |
| X-ray                | －・・－     |

|        |          | ⠭    |
| 信号旗 | 手旗信号 | 点字 |